# Richard Bands
Richard Edward Bands (Mafeking, 25 marzo 1974) è un ex rugbista a 15 sudafricano, già pilone e tallonatore dei Bulls.

## Biografia
Pilone - tallonatore, spese la sua carriera professionistica nei Bulls, con cui si aggiudicò il Super 14 2007.
La sua attività in Nazionale sudafricana consiste in 11 incontri disputati tutti nel 2003; all'esordio in un test match contro la Scozia a Durban, marcò una meta spettacolare nel successivo Tri Nations contro la Nuova Zelanda a Dunedin, partendo dalla propria metà campo e travolgendo nella corsa il suo avversario Carlos Spencer.
Successivamente, alla Coppa del Mondo di rugby 2003 in Australia, disputò quattro incontri mettendo a segno un'ulteriore meta contro l'Uruguay.
Vanta inoltre un invito da parte dei Barbarians nel giugno 2004, in occasione di un incontro con un XV del Galles.

## Palmarès
- Super Rugby: 1
Bulls: 2007